# Žichovice
Žichovice (německy Schichowitz) jsou obec v okrese Klatovy v Plzeňském kraji. Žije zde 613 obyvatel.

## Historie
První písemná zmínka o vesnici pochází z roku 1045, kdy ji kníže Břetislav I. daroval břevnovskému klášteru.

## Obyvatelstvo
| Rok            | 1869 | 1880 | 1890 | 1900 | 1910 | 1921 | 1930 | 1950 | 1961 | 1970 | 1980 | 1991 | 2001 | 2011 | 2021 |
| -------------- | ---- | ---- | ---- | ---- | ---- | ---- | ---- | ---- | ---- | ---- | ---- | ---- | ---- | ---- | ---- |
| Počet obyvatel | 497  | 468  | 566  | 610  | 573  | 559  | 459  | 487  | 694  | 674  | 695  | 748  | 707  | 648  | 612  |
| Počet domů     | 58   | 56   | 68   | 79   | 79   | 80   | 92   | 104  | 132  | 140  | 143  | 178  | 187  | 193  | 201  |

## Obecní správa
Od 1. července 1980 do 31. prosince 1991 k obci patřily Čímice.

### Obecní symboly
Znak a vlajka byly obci uděleny rozhodnutím předsedy Poslanecké sněmovny Parlamentu České republiky dne 14. června 2000.

## Doprava
Vesnicí vede železniční trať Horažďovice předměstí – Domažlice, na které v západní části vsi stojí stanice Žichovice.

## Pamětihodnosti
- Žichovický zámek vznikl přestavbou renesanční tvrze ze druhé poloviny šestnáctého století.[4]
- Barokní Dolní a Horní most – kamenné stavby přes Nezdický potok (přítok Otavy)
- Kaplička svatého Aloise u základní školy
- Kaplička svatého Vojtěcha u silnice do Nezamyslic
- Sýpka
- Barokní socha svatého Jana Nepomuckého

## Osobnosti spojené s obcí
- Karel Klostermann, spisovatel
- Ladislav Stehlík, spisovatel
- Jiří Pejša, spisovatel
- Břetislav Pojar, filmový režisér
- Bohumil Ulrych, malíř
- Alois Moravec, malíř
- Rudolf Bém-Hlava, malíř
- Dobřívský mlynář Karel Liška, do jehož věhlasné muškařské školy jezdili mnozí významní umělci, politici, průmyslníci, např. Jan Werich.

## Galerie

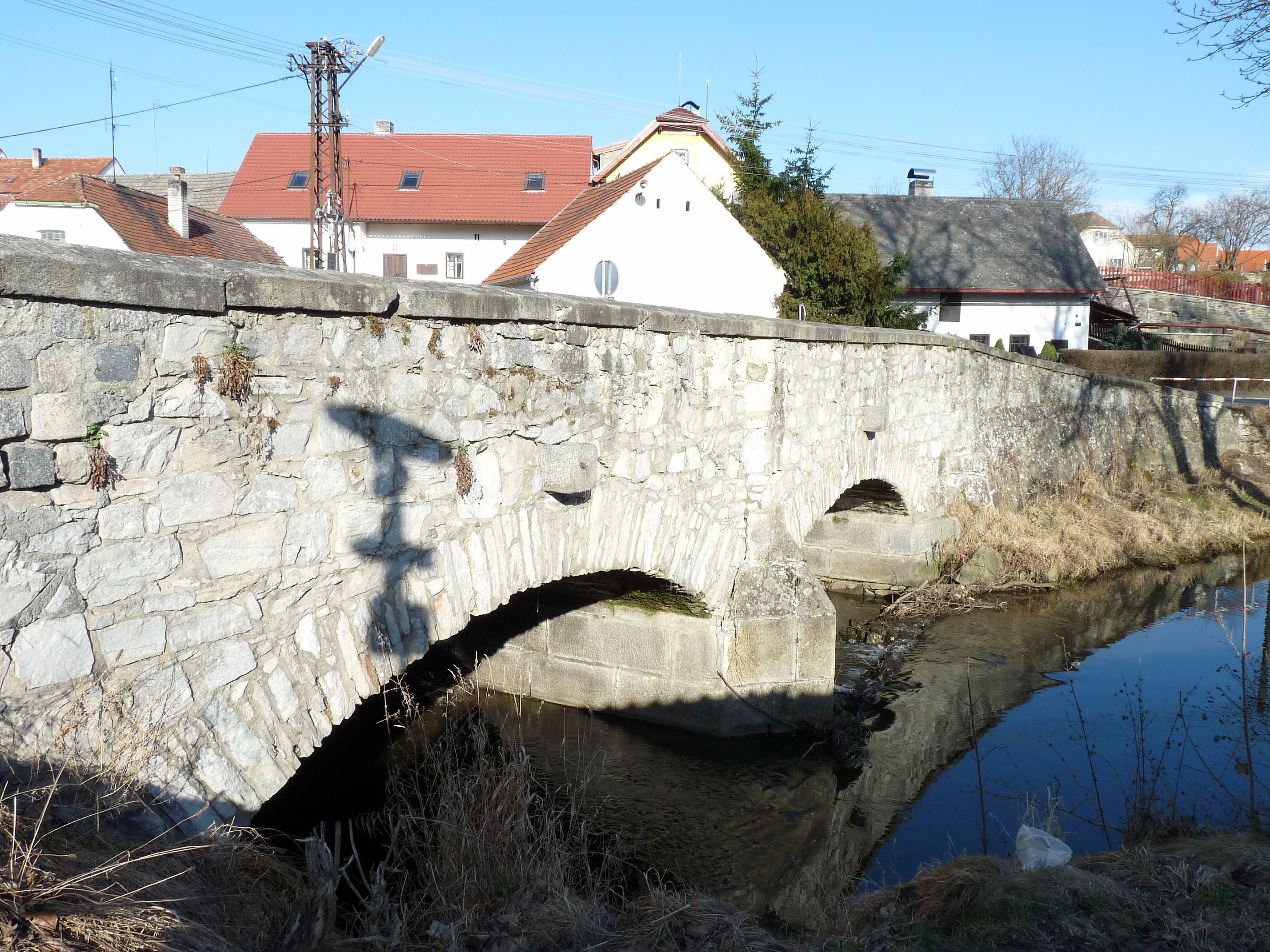
Dolní most
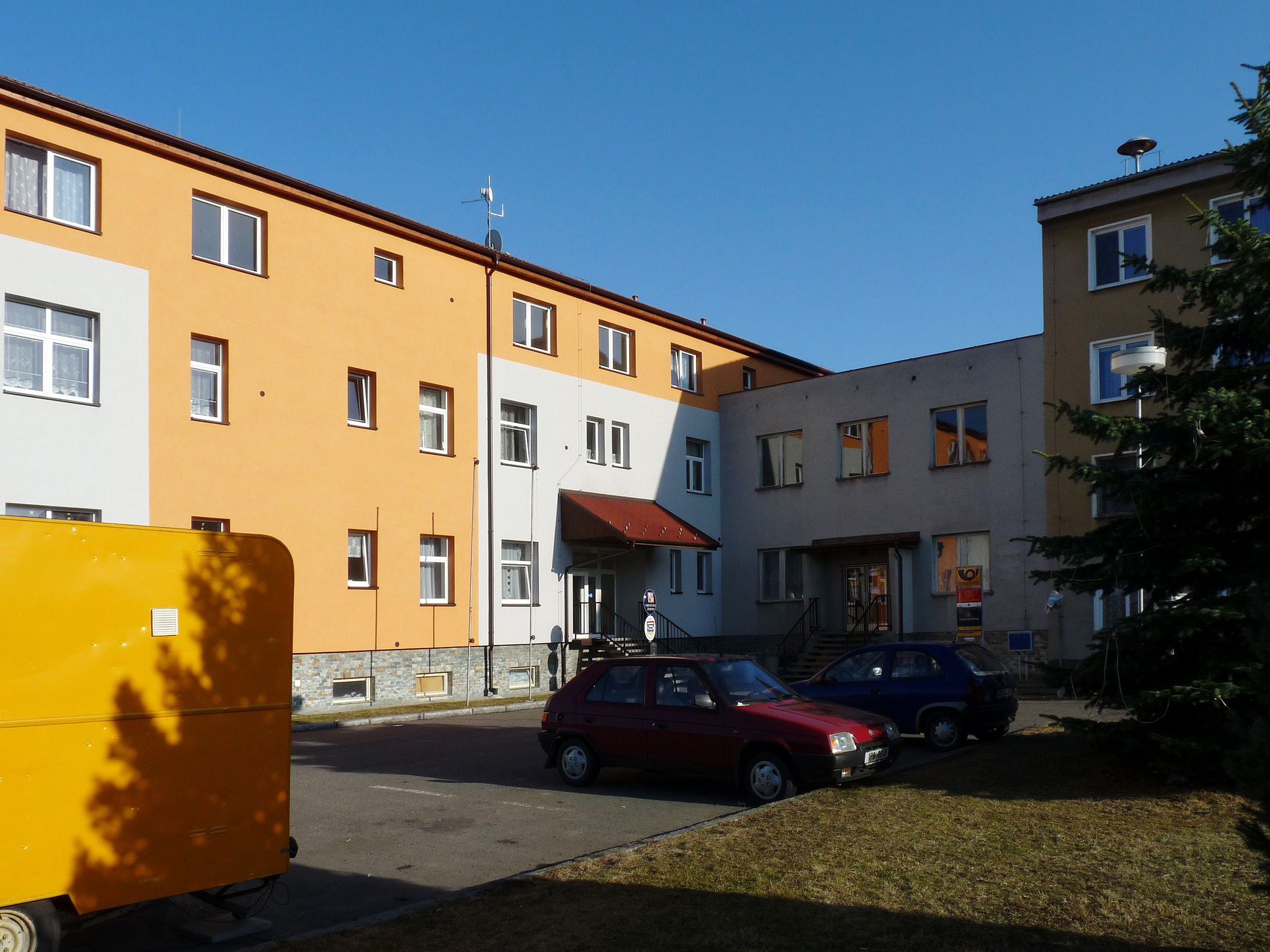
Obecní úřad a pošta
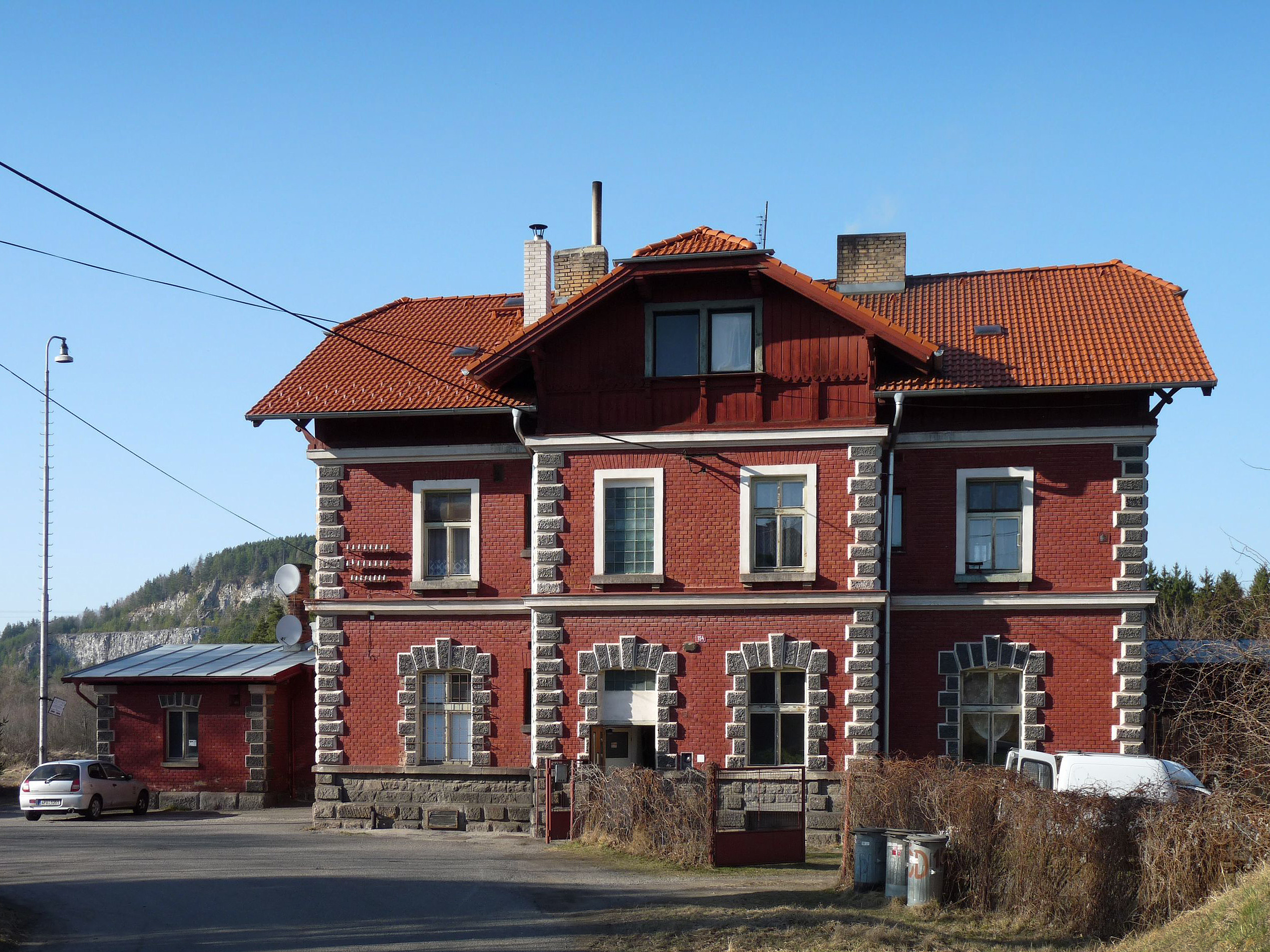
Budova nádraží
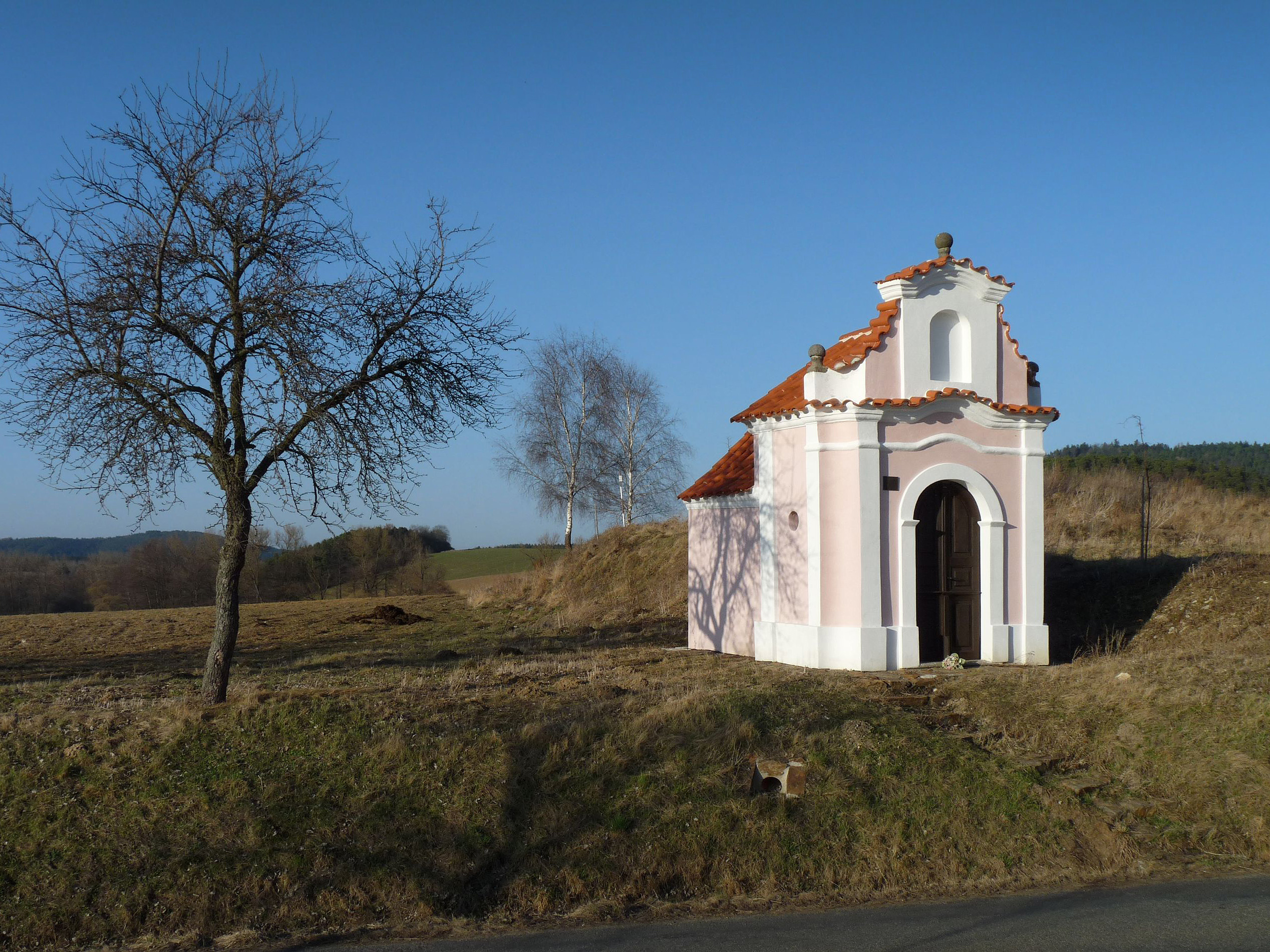
Kaple svatého Vojtěcha
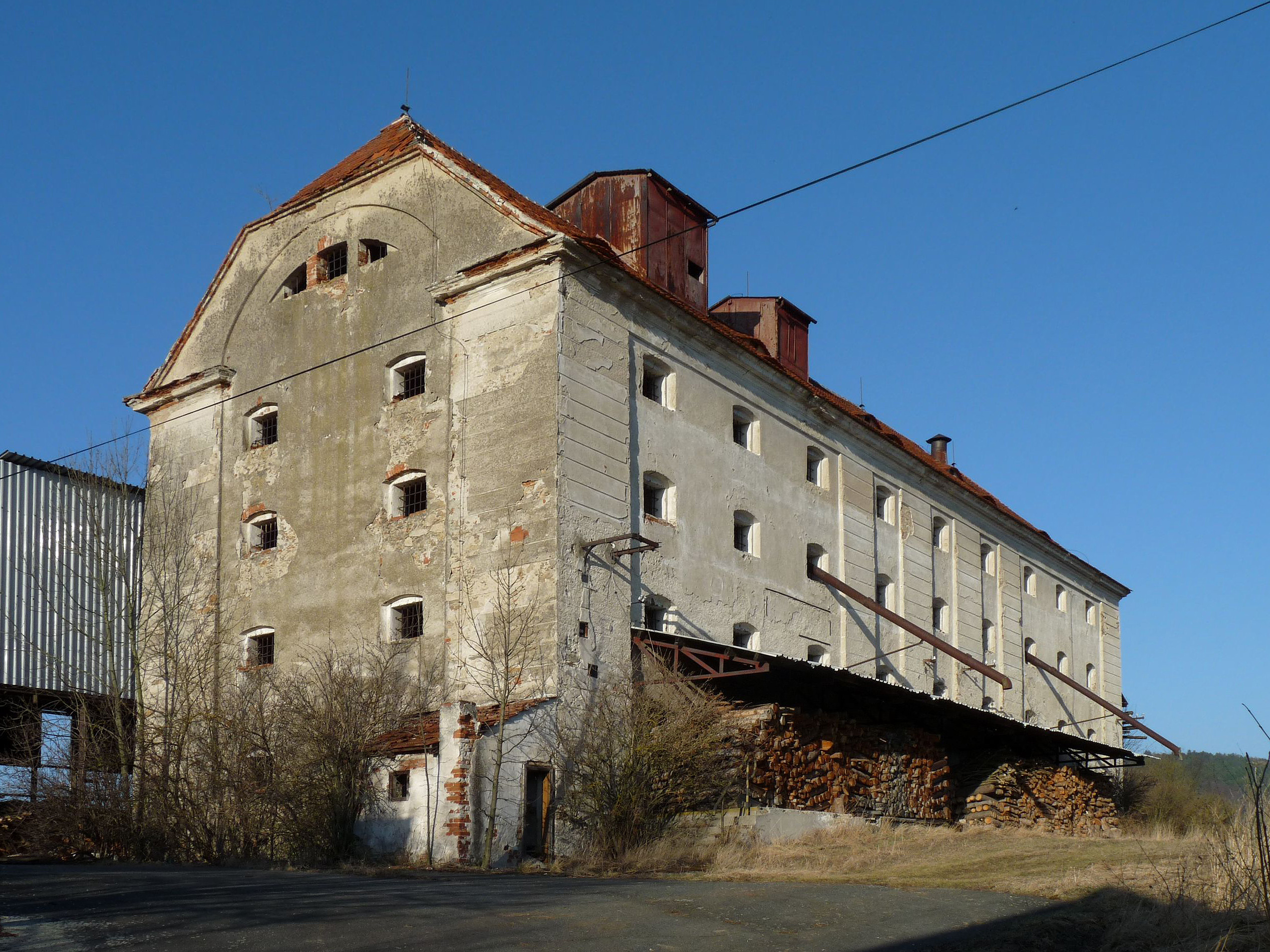
Sýpka